# OŚ AZS Toruń

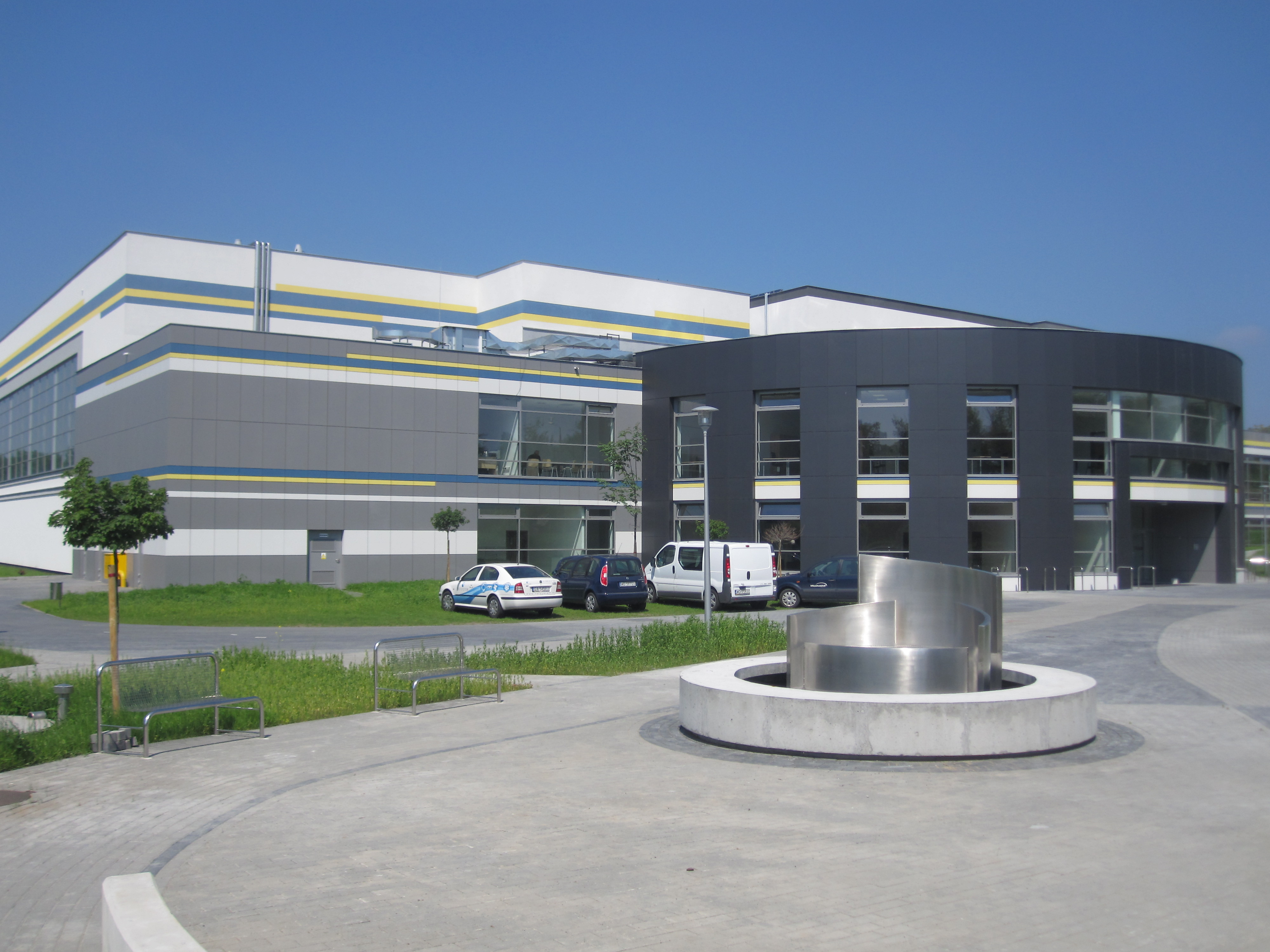
Uniwersyteckie Centrum Sportowe UMK w Toruniu, siedziba m.in. OŚ AZS woj. Kujawsko-Pomorskiego

OŚ AZS woj. Kujawsko-Pomorskiego – jednostka organizacyjna Akademickiego Związku Sportowego z siedzibą w Toruniu. Jest jedną z 17 organizacji środowiskowych AZS działających na terenie kraju.

## Barwy i gryf
Jednostka używa barw, flagi i znaków organizacyjnych AZS. Barwami jednostki są: kolor biały i zielony. Godłem jednostki jest biały gryf na zielonym polu.

## Działalność
AZS Organizacja Środowiskowa woj. Kujawsko-Pomorskiego działa w środowisku młodzieży akademickiej i szkolnej na terenie województwa kujawsko-pomorskiego. Członkami Organizacji są Kluby Uczelniane AZS z terenu województwa. W OŚ AZS woj. Kujawsko-Pomorskiego zrzeszone są kluby uczelniane AZS, kluby środowiskowe AZS oraz środowiskowe sekcje sportowe AZS z Torunia oraz województwa kujawsko-pomorskiego.

## Zrzeszane jednostki

### Kluby uczelniane
- AZS UMK Toruń
- AZS UMK CM Bydgoszcz
- AZS UKW Bydgoszcz
- AZS UTP Bydgoszcz
- AZS WSG Bydgoszcz
- AZS WSB Toruń